# Tino Walz
Tino Walz (6. únor 1913 Curych – 10. dubna 2008 Mnichov) byl švýcarský architekt. Byl zaměstnán u Bavorské správy státních zámků. Díky jeho odhodlání a vytrvalosti přežily podstatné části bavorských korunovačních klenotů druhou světovou válku a zůstaly v Bavorsku.

## Životní dráha
V roce 1939 studoval architekturu v Paříži, pak byl povolán do švýcarské armády. Jeho německá manželka musela zůstat v Mnichově.
Ve studiu v Mnichově pokračoval od roku 1942. A od roku 1944 pracoval pro Rudolfa Esterera, vedoucího stavebního oddělení Správy zámků. Dne 23. dubna 1945 vzal na střechu svého automobilu Opel korunovační klenoty rodiny Wittelsbachů z již ne dosti bezpečného úkrytu v Kelheimu a přepravil je s vlajkou se švýcarským křížem nejprve na zámek Neuschwanstein, poté do Tegernsee. Tam je ukryl v jedné selské usedlosti ve sklepě na brambory. Grafickou sbírku z hradu Veste Coburg uschoval do vodotěsných cínových schránek a ponořil do jezera Tegernsee. Teprve po skončení války, kdy bylo jisté, že umělecké klenoty již zůstanou v bavorském držení, jejich úkryty odhalil.
V roce 1946 se stal šéfem Bavorské správy státních zámků, zahrad a jezer. Od roku 1946 do roku 1953 byl stavbyvedoucím rekonstrukce rezidence v Mnichově a na volné noze řídil místní a regionální plánování (Orts- und regionale Planungen) v Graubündenu. Na TH v Mnichově přednášel o zemském plánování v přímé demokracii.
Jeho hrob je na hřbitově Waldfriedhof (stará část), sekce 89-W-3.